# 橙斑翅柳莺
橙斑翅柳莺（学名：Phylloscopus pulcher）为柳莺科柳莺属的鸟类。该物种的模式产地在尼泊尔。
它分布于不丹，中国，印度，老挝，缅甸，尼泊尔，泰国，和越南，栖息地于北方針葉林和温带森林。

## 亚种
- 橙斑翅柳莺指名亚种（学名：Phylloscopus pulcher pulcher）。在中国大陆，分布于西藏、四川、甘肃、青海、陕西、云南等地。该物种的模式产地在尼泊尔。[3]